# Cantando com a Alma
Cantando com a Alma é o primeiro álbum de estúdio do grupo de rap brasileiro A Família. Lançou a canção Castelo de Madeira, que teve sucesso absoluto, e em apenas uma semana já era destaque em todo o Brasil e alcançou o topo da rádio 105 FM. Contém 14 faixas, descritas mais abaixo.

## Faixas
1. Faveláfrica
2. Vejo
3. Brinquedo Assassino
4. Versos Bandido
5. Sem Motivos Pra Sorrir
6. Mistura De Poeira e Sangue
7. Muito Amor
8. Estresse
9. O Homem
10. A Justiça Vai Ser Feita
11. Na Rua Só Ate As 10
12. Castelo De Madeira
13. Cantando Com a Alma
14. De Onde Eu Vim...